# Biatorbágyi Szent Kereszt-templomrom
A biatorbágyi Szent Kereszt-templom romja országosan védett műemlék, a mai Biatorbágy délkeleti részén állt középkori Bia falu templomának a református temető déli sarkában található csekély maradványa.

## Története
A középkori Bia (névváltozatai Biau, Bina, Bya, Byrwa) falu alapításának ideje nem ismert, neve egy 1192-ben keletkezett birtok összeírásban szerepel először. Templomának építési ideje sem ismert, valószínűleg a 12. század végén kezdődött, többszöri átépítés után a 14. században nyerte el végső formáját. Első alkalommal egy 1351-ben keletkezett oklevélben tesznek róla említést, eszerint a Szent Kereszt tiszteletére emelték. Korai időszakában körtemplom volt, melyet későromán, később gótikus stílusú kisméretű, egyhajós plébániatemplommá bővítettek. Torony nem tartozott hozzá. A mai Arany János és Munkás utcák környékén húzódó, két utcás kis Bia falu lakói a templom mellett temetkeztek. 
A török uralom kezdetén a lakosság elmenekült, 1559-ben Bia már elhagyott településként szerepelt. A helyzet konszolidálódása után sokan visszatelepültek és református hitre tértek át. 1600 és 1626 között a református gyülekezet lelkésze a feljegyzések szerint egy bizonyos Vetsei Sámuel volt. A 17. század végi török elleni háborúk során a környék ismét elnéptelenedett, a templom is romos állapotba került. A török uralom vége után Torbágyra katolikus németeket telepítettek, Biára lassan visszavándoroltak a harcok elől elmenekült magyar lakói, de az új falut már nem a régi helyén a templom közelében, hanem némileg északabbra építették fel. 
Miután az új faluban 1710-ben felépült a templom, a szükségtelenné vált és romos Szent Keresztet nem építették újjá. 1745-ben „erősen romos“ állapotúnak írják le. Az 1780-ban kezdődött első országos katonai felmérés térképén már romként van feltüntetve. Első régészeti felmérését Arányi Lajos György végezte 1874-ben, ekkor a délkeleti oldalfal még részben állt, az egykori bejárat és egy ablak is kivehető volt. Az oldalfal leomlásának időpontja bizonytalan, a pusztulást csak az igen rossz állapotú délnyugati zárófal élte túl. A második világháború után, közvetlenül a megmaradt fal előtt szovjet katonai temető létesült.

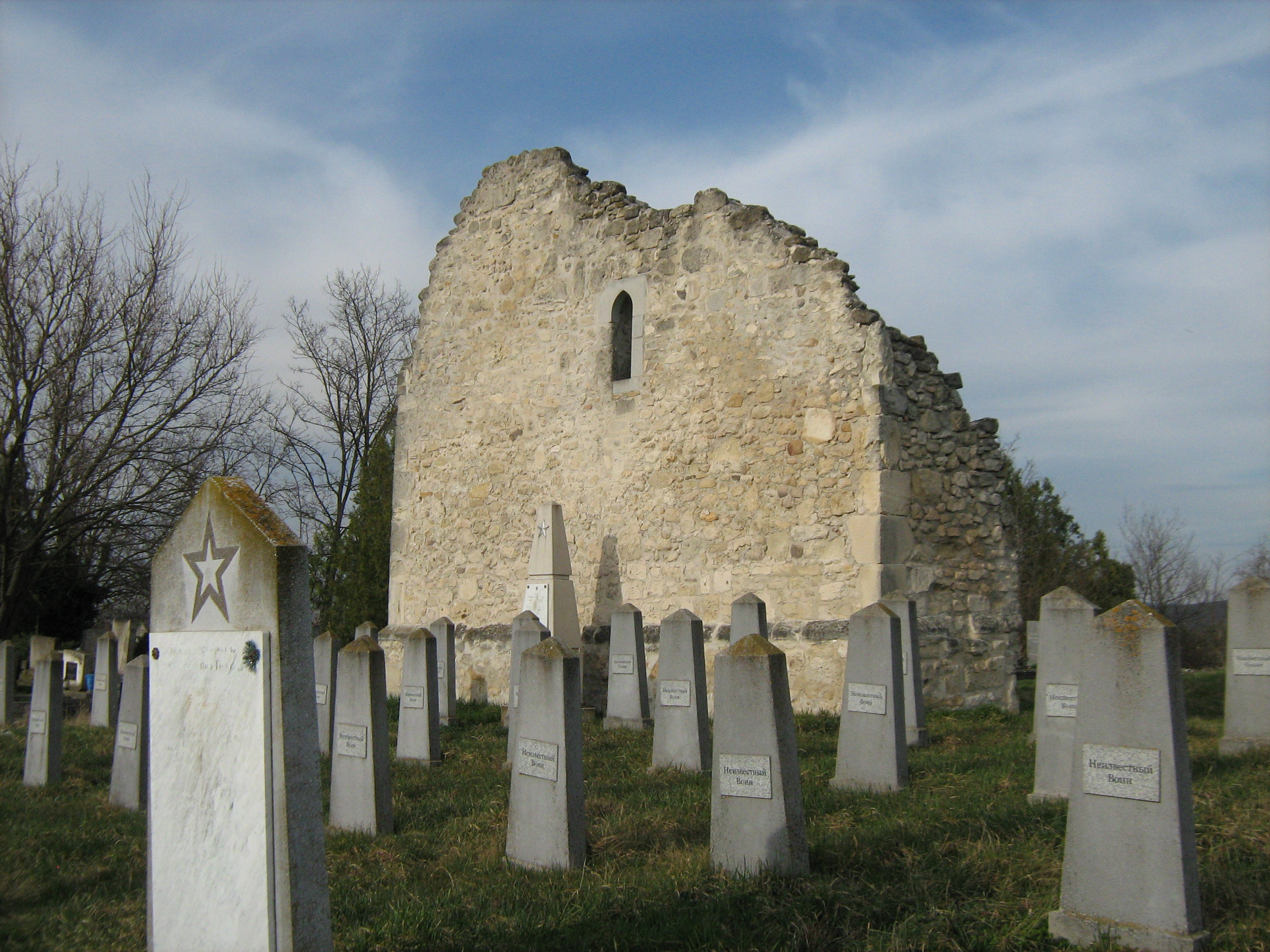
A templom délnyugati zárófala a szovjet katonai temetővel

1964-ben Mihály Péter régész a temető területén bejárást végzett. 1991 és 1993 évben a templom alaprajzának tisztázása céljából ásatást folytattak Tettamanti Sarolta régész vezetésével, ekkor négy egykori építési periódus nyomát fedezték fel. Eszerint először egy kívül négyzetes, belül kerek, 6.3 méteres oldalfalú körtemplom épült fel. Később délnyugati irányban épült hozzá a román stílusú templomhajó, melynek zárófala mára a felszín felett látható egyetlen emlék, valamint a sekrestye. A bejárat ekkor a délkeleti oldalon volt, a körtemplom ezután a templom szentélyeként szolgált. A negyedik fázisban északkeleti irányban megnagyobbították a szentélyt, gótikus támfalakat építettek, ettől fogva a templom inkább gótikusnak volt tekinthető. Az ásatás után a talajszint alatti maradványokat visszatemették, a  leomlás szélén álló megmaradt falat belső megerősítéssel stabilizálták. További régészeti feltárás és tereprendezés azóta nem történt.

## Felkeresése
A református temető déli sarkában álló, a Varga rektor utca végének kanyarulatához közeli rom szabadon látogatható. A helyszínen ismertető tábla nincs. A távolság a biatorbágyi Kálvin tértől az enyhén emelkedő Csokonai, majd Varga rektor (előző nevén Béke) utcán mintegy 350, a temető területén további 80 méter, vagy szintén a Kálvin tér felől a Sándor utcán 370, plusz a temető területén körülbelül 200 méter. A szintkülönbség a tértől számítva 40 méter. Buszmegálló a Kálvin téren található, a rom autóval is megközelíthető, de az igen keskeny Varga rektor utcában a parkolás gondot jelenthet.